# Gonow Fan
Gonox Fan und Gonow Troy waren Kraftfahrzeuge der chinesischen Marke Gonow.

## Erste Generation
Die beiden Modelle wurden ab 2005 auf Basis des GX6 produziert. 
Standardausstattung beider Modelle waren eine manuelle Klimaanlage, elektronisch bedienbare Fenster vorne und hinten, MABS, sowie ein VCD-Spieler. Der Troy bot zusätzlich noch Lederausstattung, Nebelleuchten, CD-Spieler, einklappbare Außenrückspiegel, einen DVD-Spieler und eine Zentralverriegelung mit Fernbedienung.
Für das Einsteigermodell setzte Gonow einen Dieselmotor des Types 4JB1 aus eigenem Hause ein. Dieser hatte einen Hubraum von 2771 cm³ und bot eine Leistung von 57 kW. In der Mitte setzte Gonow den Ottomotor des Types GA491QE ein. Dieser hatte einen Hubraum von 2237 cm³ und bot eine Leistung von 75 kW. Beim allradgetriebenen Topmodell hingegen setzte der Hersteller auf den Ottomotor 4G64 aus dem Hause der japanischen Mitsubishi Motors. Dieser hatte einen Hubraum von 2351 cm³ und bietet eine Leistung von 92 kW.
Im Spätjahr des Jahres 2008 ließ Gonow seinen Fan überarbeiten und legte diesen in zweiter Generation auf. Der Troy hingegen blieb in der ersten Generation erhalten und sollte als ein Parallelmodell dessen eine größere Auswahl auf den verschiedenen Märkten bieten. 2012 wurde die Bezeichnung des Modells auf Gonow 100 geändert. Spätestens mit der Einstellung der Marke Gonow 2016 wurde auch dieses Modell eingestellt.

## Zweite Generation
Mit der zweiten Generation gliederte Gonow den Fan aus und ließ diesen nun als ein Parallelmodell zum Ex-Schwestermodell Troy rangieren. Die ehemalige Auswahl des Fan wurde unterdessen beim Troy eingegliedert und bot so nun eine größere Auswahlmöglichkeit.
Als Standard bot der Fan eine Zentralverriegelung mit Fernbedienung, elektronisch einstellbare und einklappbare Außenrückspiegel, ein Radio mit CD-Spieler, SABS, Lederausstattung, eine Dachantenne, sowie eine manuelle Klimaanlage mit Pollenfilter.
Als Einsteiger-Motorisierung wurden beim Fan Ottomotoren des Types 4L22CR mit High-Pressure-Common-Rail-Technologie eingesetzt. Dieser hatte einen Hubraum von 2156 cm³ und bot eine Leistung von 66 kW. Das Topmodell hingegen erhielt den 75 kW starken GA491QE mit EFI. Dieser hatte einen Hubraum von 2237 cm³ und entspricht der Euro-III-Abgasnorm. Die maximale Höchstgeschwindigkeit war bei 160 km/h erreicht. Im Jahr 2012 wurde die Produktion des Gonow Fan zusammen mit der des Isuzu D-MAX erster Generation eingestellt. Als Ersatz wurde danach der Gonow 500, ein Lizenzbau des Toyota Hilux angeboten.